# 光束發散度
光束發散度是指電磁束或光束隨著和發射點距離，其束直徑或是半徑增加的程度，一般會以角度的方式表示。此一詞語只在遠場下有效，也就是離焦點很遠的位置。不過遠場也可能很靠近辐射孔，視發射孔孔徑及工作波長而定。
光束發散度常用在以光學方式處理電磁束的情形，此時光束的孔徑會遠大於其波長。不過光束發散度也會用在射頻的範圍，前提是天線工作在所謂的光學區，特徵長度遠大於一個波長。
光束發散度常用在光束截面是圓形的情形下，不過也有例外。例如光束截面是楕圓時也可以使用，只是要標明光束發散度參考的位置，例如是楕圓的長軸或是短軸。
若知道離焦點很遠二點的光束直徑（Di, Df）及這二點的距離(l)，可以用下式計算光束發散度{\displaystyle \Theta }
{\displaystyle \Theta =2\arctan \left({\frac {D_{f}-D_{i}}{2l}}\right).}
若平行光是用透鏡聚焦，在透鏡後側焦點處的直徑{\displaystyle D_{m}}和初始光束的光束發散度有以下的關係
{\displaystyle \Theta ={\frac {D_{m}}{f}},\,}
其中f為焦距
像所有的電磁束一樣，雷射也會有發散的問題，雷射的發散一般會用千分之一弧度（mrad）或是角度表示。在許多應用上，比較希望用低發散度的光束。若不考慮因為雷射束品質不良產生的發散，其發散度會和其波長成正比，和光束最窄處的直徑成反比。例如紫外線雷射其波長為308 nm，若最小直徑相同，發散會比波長為808 nm的紅外線雷射要好。高品質雷射束的發散度可以用高斯光束的數學來建模。
若高斯雷射束的徑向光束發散度{\displaystyle \theta =\Theta /2}接近最小值時，稱為衍射极限，其最小值如下
{\displaystyle \theta ={\lambda  \over \pi w},}
其中{\displaystyle \lambda }為雷射波長，而{\displaystyle w}為雷射最窄點的半徑，稱為雷射束腰。這類的光束發散可以在最佳化的雷射腔中看到。相干光束其衍射极限發散度的資訊可以由N-狭缝干涉方程得到。

## 外部連結
- Laser divergence calculator（页面存档备份，存于）
- Interactive beam divergence graph
- beam divergence（页面存档备份，存于）